# Feridun Düzağaç
 (octobre 2010).
Si vous disposez d'ouvrages ou d'articles de référence ou si vous connaissez des sites web de qualité traitant du thème abordé ici, merci de compléter l'article en donnant les références utiles à sa vérifiabilité et en les liant à la section « Notes et références ».
Feridun Düzağaç (né le 10 octobre 1968 à Adana en Turquie) est un chanteur, compositeur et musicien turc. 

## Premiers pas dans la musique
Feridun Düzağaç commence sa carrière musicale en créant le groupe TINI en 1988 à Mersin alors qu’il était étudiant à Adana. Il fut chanteur du quintet formé avec ses camarades d’Université. Feridun Düzağaç écrivit et composa sa première chanson Lavinia en adaptant un poème d’Özdemir Asaf. En, 1990 Feridun Düzağaç publia avec treize autres poètes amateurs un recueil de poésie intitulé İlk Rüzgar. Il est diplômé de la faculté d’Anglais 1992. En 1993, il sort une démo avec TINI : Öğrenci İndirimi (Réduction pour les Étudiants) contenant les chansons qu’il écrivit durant ses années à l’Université. En 1994, il rencontre Sevgi Güryay avec qui il partage sa vie. La même année, en décembre, son père Salih Mete Düzağaç meurt dans un accident de voiture. Le 2 novembre 1999, nait sa fille Tuya Naz.

## Carrière
En janvier 1997, son premier album Beni Rahatta Dinleyin reprend les textes et musiques qu’il écrivit lors de son service militaire. Il édite son deuxième album Köprüden Önce Son Çıkış en juillet 1998.
En 2000, il participe à une compilation en honneur à Bülent Ortaçgil avec sa chanson Sevgi. C’est avec la sortie de © Tüm Hakları Yalnızlığıma Aittir en mai 2001 qu’il rencontre le succès puis en 2003 Orjinal - Alt Yazılı se vend à près de 250 000 exemplaires en Turquie. En août 2004 sort Uzun Uzun Feridun Düzağaç, album contenant surtout des enregistrements de ses prestations sur scène. Feridun Düzağaç donna plus d’une centaine de concerts durant l’année 2004.
Le 4 janvier 2006, Feridun Düzağaç édite Bir Devam Filmi/Siyah Beyaz Türkçe Dublaj (Un film à suivre/Doublage turc en Noir et Blanc). Le 22 janvier 2008, sort son sixième album Uykusuza Masallar (Contes pour Insomniaques). En 2009, il est récompensé par le prix du « Meilleur clip vidéo de l’année » décerné par la chaine musicale turque Kral TV pour Beni Bırakma (Ne me quitte pas). Feridun Düzağaç sort son dernier album FD7 en mars 2010.
Feridün s’est exercé au métier d’acteur puisqu’il figure à l’affiche de Gece 11.45 sorti en Turquie en 2005 et de 2 Süper Film Birden en 2007. En 2008, il joue le rôle d’un médecin dans le film Aşk Tutulması.

## Discographie
- 1997 - Beni Rahatta Dinleyin
- 1999 - Köprüden Önce Son Çıkış
- 2001 - © Tüm Hakları Yalnızlığıma Aittir
- 2003 - Orijinal Altyazılı
- 2005 - Bir Devam Filmi / Siyah Beyaz Türkçe Dublaj
- 2007 - Uykusuza Masallar
- 2010 - FD7